# Оњега (језеро)
Оњега (познато и као Онего; рус. Оне́жское озеро, Онего; фин. Ääninen, Äänisjärvi) је језеро у европском делу Русије. Површина језера је 9.894 km², његова запремина 280 km³, просечна дубина је 30 метара, а максимална дубина 120 m. На језеру се налази 1.369 острва и њихова укупна површина је 250 km². Језеро Оњега је друго по величини у Европи (одмах после језера Ладога) и седамнаесто у свету.
Језеро је повезано са Белим морем преко Беломорско-балтичког канала.
На острву Кижи, које се налази у севрном делу језера, се налази неколико дрвених цркава које су део Унескове Светске баштине.
На језеру је доста заступљено једрење. Сем тога језеро има велики економски значај због развијеног риболова и транспорта.
Вода језера Оњега користи се за погон велике хидроелектране Свирстроја.

## Реке
У језеро се улива 58 река, а главне су:
- Шуја
- Суна
- Водла (рус. Водла)
- Мегра (рус. Мегра)
- Витегра (рус. Вытегра) и
- Андома (рус. Андома).

Из језера истиче река Свир која га повезује са језером Ладога, а преко њега са реком Невом, Лењинградом и Финским заливом.

## Градови
Петрозаводск (рус. Петрозаво́дск), главни град Републике Карелија, се налази на западној обали језера Оњега. Карелија окружује језеро са запада, севера и истока, а са јужни део језера припада Лењинградској области и Волоградској области.
Сем њега на језеру се налазе још и градови:
- Кондопога (рус. Кондопога)
- Медвежегорск (рус. Медвежьегорск) и
- Повенец (рус. Повенец)

## Геолошка историја
Језеро је глацијално-тектонског порекла и представља мали остатак веће воде која је постојала на овим просторима током леденог доба. У геолошком смислу, језеро је прилично младо, настало је – као и скоро сва језера у северној Европи – кроз активност укопавања унутрашњег леденог покривача у другом делу последњег леденог доба, пре око 12.000 година: у палеозојској ери (400. – пре 300 милиона година) цела територија савременог басена језера била је прекривена морским прагом који се налазио у близини древног, скоро екваторског балтичког континента. Седименти у то време – пешчар, песак, глина и кречњак – формирају слој од 200 m који покрива Балтички штит који се састоји од гранита, гнајса и зеленог камена. Повлачење глечера из леденог доба формирало је Литоринско море. Његов ниво је прво био 7-9m виши него сада, али се постепено спуштао, смањујући тако површину мора и формирајући неколико језера у балтичком региону.

## Топологија и хидрографија
Оњешко језеро има површину од 9.700 km² без острва и запремину од 280 km³; његова дужина је око 245 km, а ширина око 90 km. То је друго по величини језеро у Европи и 18. по површини језеро на свету. Његове јужне обале су углавном ниске и непрекидне, док су северне обале камените и неравне. Оне садрже бројне издужене увале због којих обрис језера изгледа као џиновски рак. У северном делу лежи велико Заонежје полуострво (рус. Заонежье); јужно од њега је Велико Клименецко (рус. Большой Клименецкий) острво. Западно од њих лежи дубока (дубља од 100 m) област Велике Оњеге (рус. Большое Онего) која садржи Кондопожски (рус. Кондопожская губа, дубина до 78 m), Илем-Горскајски (42 m), Лижемскојски (82 m) и Уницкојски (44 m) залив. Југозападно од Велике Оњеге налази се Петрозаводска Оњега (рус. Петрозаводское Онего) које садржи велики залив Петрозаводск и мали залив Јалгуба и Пингуба. Источно од Заоњежја налази се залив чији се северни део назива Повенецки залив, и јужни Заоњешки залив. Ту се смењују дубоки делови са обалама и острвима који цепају залив на неколико делова. Њихов најјужнији део, Мала Онега, дубок је 40-50m. Све обале су камените.
|  | Бројеви означавају: 1. Свирски залив 2. Петрозаводски залив и град Петрозаводск 3. Велики залив Оњег 4. Кондопозски залив 5. Залив Мали Оњег 6. Заонешки залив 7. Повенетски залив 8. Кижи острво 9. Језеро Водлозеро и Водлозерски национални парк 10. Ивински излив и река Свир 11. Рт Бешов Нос („Ђавољи нос”) 12. Велико Клименетско острво |

Просечна дубина језера је 31 m, а најдубље место од 127 m налази се у северном делу. Просечна дубина је 50–60 m у средини и пење се до 20–30 m у јужном делу. Дно је врло неравног профила, прекривено је муљем, а у северном делу садржи бројне ровове различитих величина и облика. Ровови су одвојени великим плитким обалама. Оваква структура дна је погодна за рибу, а обале се користе за привредни риболов.

## Екологија
Док је подручје језера некада било чисто, ниво загађења се постепено повећава, посебно у северозападним и северним деловима где се налазе индустријски објекти Петрозаводск, Кондопога и Медвежјегорск. У овим областима је концентрисано око 80% становништва и више од 90% индустрије басена. Загађење из ова три града износи око 190 милиона кубних метара (6,7 милијарди кубних стопа) канализационих и дренажних вода и 150 t емисија годишње. Људска активност резултира са око 315 милиона кубних метара (11,1 милијарди кубних стопа) дренажне воде годишње, од чега 46% отпада на индустријску воду и воду за домаћинство, 25% отпада на атмосферске воде, а 16% на мелиорацију. Ова дренажа садржи 810 t фосфора и 17.000 t азота; 280 и 11.800 t редом, ових елемената се уклања реком Свир, док се остатак акумулира у језеру. Бродови и моторни чамци (око 8.000 јединица) доносе нафтно загађење на нивоу од око 830 t по години пловидбе, као и феноле (500 kg), олово (100 kg) и оксиде сумпора, азота и угљеника.

## Економија
Базен језера је главни извор гранита, мермера и црног шкриљаца у Русији који су експлоатисани у овој области од раног 18. века. Напредна је и металургија, посебно у области Петрозаводска која производи око 25% индустријских производа Карелије. Водостај језера контролишу хидроелектране Нижнесвирскаја (рус. Нижнесвирская ГЭС, „Доњи Свир”) и Вернесвирскаја (рус. Верхнесвирская ГЭС, „Горњи Свир”). Прва је изграђена између 1927. и 1938. и има вршну снагу од 99 MW. Изградња Вернесвирске електране почела је 1938. године, али је прекинута Другим светским ратом и рад је настављен тек 1947. године. Постројење је завршено 1952. године и давало је 1600 MW електричне енергије. Повезана са постројењем Веркнесвирска акумулација има површину од 9.930 km² и запремину од 260 km³, односно скоро исто као и језеро Оњега. Његовом конструкцијом ниво воде језера је подигнут за 0,5 m.
Језеро садржи добро развијен систем пловидбе који је део Волшко-Балтичког пловног пута и Беломорско-балтичког канала, који повезује басене Балтичког, Каспијског и северног мора. Ови канали омогућавају водени транспорт робе из језера у земље од Немачке до Ирана; највећи промет иде у Финску, Шведску, Немачку и Данску. Канал Оњега који пролази дуж јужне обале језера тренутно се не користи. Теретни саобраћан на Оњешком језеру износи 10–12 милиона тона годишње, од чега су око 10.300 путовања бродом. Обале језера садрже две луке (Петрозаводск и Медвежјегорск), 5 пристаништа (Кондопога, Повенец, Шала, Витегра и Вазнесење (рус. Вознесенье)) и 41 пристаниште.
Рибарство је важна активност на језеру. Комерцијално се лови око 17 врста, углавном европска златоперка, чагљевка, бела риба, жутоперка, манић, смуђ, гргеч, балавац, шаран, деверика, језерски лосос, штука и нешто мање јаз, липљен, кленић, кедер и караш.
Док на језеру нема редовног путничког саобраћаја, има неколико туристичких путовања дневно на рутама Петрозаводск–Кижи, Петрозаводск–Велика Губа и Петрозаводск–Шала. Њима управљају хидроглисери и моторни бродови, а користе се и за превоз путника. Поред тога, путнички бродови иду на релацији Петрозаводск – Шала.
Једрење је популарна активност на језеру, а у Петрозаводску постоји једриличарски клуб. Од 1972. године, сваке године крајем јула језеро је домаћин највеће регате у Русији („рус. Онежская парусная регата“) која је Отворено првенство Русије у руској класи крстарећих јахти „Опен800“. Регата има међународни статус.
|                               |                           |                    |
| Бродови на пристаништу „Кижи” | Теретна лука Петрозаводск | Петрозаводск 1915. |